# NGC 2602
NGC 2602 est une lointaine galaxie lenticulaire située dans la constellation de la Grande Ourse. NGC 2602 a été découverte par l'astronome britannique John Herschel en 1831.

## Caractéristiques
En raison d'une brillance de surface égale à 11,65  mag/am2, on peut qualifier NGC 2602 de galaxie présentant une brillance de surface élevée.

### Distance
Sa vitesse par rapport au fond diffus cosmologique est de 13 488 ± 10 km/s, ce qui correspond à une distance de Hubble de 199 ± 14 Mpc (∼649 millions d'al).
À ce jour, une mesure non basée sur le décalage vers le rouge (redshift) donne une distance d'environ 171,500 Mpc (∼559 millions d'al). Cette valeur est à l'extérieur mais compatible avec les valeurs de la distance de Hubble. Notons cependant que c'est avec la valeur moyenne des mesures indépendantes, lorsqu'elles existent, que la base de données NASA/IPAC calcule le diamètre d'une galaxie et qu'en conséquence le diamètre de NGC 2602 pourrait être d'environ 44,1 kpc (∼144 000 al) si on utilisait la distance de Hubble pour le calculer.

### Classification
Le professeur Seligman et Wolfgang Steinicke classent cette galaxie comme une spirale, mais on ne voit pas la présence de bras sur l'image de l'étude SDSS. La classification de galaxie lenticulaire indiquée sur la basse de données NASA/IPAC semble correspondre davantage à cette galaxie. De plus, les dimensions apparentes indiquées sur le site de Wolfgang Steinicke sont trop petites, comme on peut le voir sur l'image de SDSS.